# Torneo Intermedio 2020
El Torneo Intermedio 2020 constituyó el segundo certamen del 117.º Campeonato de Primera División del fútbol uruguayo organizado por la AUF. Se realizó desde el 17 de octubre de 2020 al 14 de enero de 2021.
Esta edición del torneo se disputó más tarde de lo habitual debido al parate de la actividad deportiva debido a la pandemia de Covid-19.

## Sistema de disputa
Se disputa en dos series, A y B, conformada la primera por los equipos que resultaron en posiciones impares en el Torneo Apertura 2020, y la segunda por los equipos que se ubicaron en las posiciones pares de dicho torneo.

## Participantes
Todos los datos estadísticos corresponden únicamente a los Campeonatos Uruguayos organizados por la Asociación Uruguaya de Fútbol, no se incluyen los torneos de la FUF de 1923, 1924 ni el Torneo del Consejo Provisorio 1926 en las temporadas contadas. Las fechas de fundación de los equipos son las declaradas por los propios clubes implicados. A su vez, la columna "estadio" refleja el estadio dónde el equipo más veces oficia de local en sus partidos, pero no indica que el equipo en cuestión sea propietario del mismo.
| Equipo               | Ciudad                 | Estadio                      | Capacidad | Fundación                | Temporadas | Temp. Consecutivas | Títulos | Subtítulos | 2019 |
| -------------------- | ---------------------- | ---------------------------- | --------- | ------------------------ | ---------- | ------------------ | ------- | ---------- | ---- |
| Nacional             | Montevideo             | Gran Parque Central          | 34 000    | 14 de mayo de 1899       | 115        | 115                | 47      | 44         | 1°   |
| Peñarol              | Montevideo             | Campeón del Siglo            | 40 005    | 28 de septiembre de 1891 | 114        | 91                 | 50      | 41         | 2°   |
| Cerro Largo          | Melo                   | Ubilla                       | 10.000    | 19 de noviembre de 2002  | 6          | 2                  | —       | —          | 3°   |
| Progreso             | Montevideo             | Abraham Paladino             | 5 400     | 30 de abril de 1917      | 23         | 3                  | 1       | —          | 4°   |
| Liverpool            | Montevideo             | Belvedere                    | 8 384     | 15 de febrero de 1915    | 77         | 4                  | —       | —          | 5°   |
| Plaza Colonia        | Colonia del Sacramento | Juan Gaspar Prandi           | 6 000     | 22 de abril de 1917      | 10         | 2                  | —       | —          | 6°   |
| River Plate          | Montevideo             | Parque Federico Omar Saroldi | 5.165     | 11 de mayo de 1932       | 71         | 16                 | —       | 1          | 7°   |
| Fénix                | Montevideo             | Parque Capurro               | 5 500     | 7 de julio de 1916       | 38         | 11                 | —       | —          | 8°   |
| Boston River         | Florida                | Campeones Olímpicos          | 7 000     | 20 de febrero de 1939    | 4          | 4                  | —       | —          | 9°   |
| Montevideo Wanderers | Montevideo             | Parque Alfredo Víctor Viera  | 15 000    | 15 de agosto de 1902     | 103        | 20                 | 3       | 8          | 10°  |
| Defensor Sporting    | Montevideo             | Luis Franzini                | 16 000    | 15 de marzo de 1913      | 93         | 55                 | 4       | 8          | 11°  |
| Danubio              | Montevideo             | María Mincheff de Lazaroff   | 18 000    | 1 de marzo de 1932       | 70         | 50                 | 4       | 3          | 12°  |
| Cerro                | Montevideo             | Luis Tróccoli                | 25 000    | 1 de diciembre de 1922   | 74         | 13                 | —       | 1          | 13°  |
| Montevideo City      | Montevideo             | Centenario                   | 60 235    | 26 de diciembre de 2007  | 2          | —                  | —       | —          |      |
| Deportivo Maldonado  | Maldonado              | Domingo Burgueño Miguel      | 25 000    | 25 de agosto de 1928     | 7          | —                  | —       | —          |      |
| Rentistas            | Montevideo             | Complejo Rentistas           | 10.600    | 26 de marzo de 1933      | 26         | —                  | —       | —          |      |

## Grupos
Los grupos se determinan por la posición de los equipos en la tabla del Torneo Apertura. Los clubes en posición impar fueron a la Serie A, y los clubes en posición par a la Serie B.
| A2020 | Serie A              | A2020 | Serie B             |
| ----- | -------------------- | ----- | ------------------- |
| 1.°   | Rentistas            | 2.°   | Nacional            |
| 3.°   | Montevideo City      | 4.°   | Peñarol             |
| 5.°   | Cerro Largo          | 6.°   | Defensor            |
| 7.°   | Montevideo Wanderers | 8.°   | Deportivo Maldonado |
| 9.°   | Liverpool            | 10.°  | Fénix               |
| 11.°  | Progreso             | 12.°  | River Plate         |
| 13.°  | Plaza Colonia        | 14.°  | Danubio             |
| 15.°  | Cerro                | 16.°  | Boston River        |

## Clasificación

### Grupo A
|                                           | Pos. | Equipos                | PJ | PG | PE | PP | GF | GC | DG | Puntos |
| ----------------------------------------- | ---- | ---------------------- | -- | -- | -- | -- | -- | -- | -- | ------ |
|                                           | 1.°  | Montevideo Wanderers   | 7  | 4  | 2  | 1  | 13 | 8  | +5 | 14     |
|                                           | 2.°  | Liverpool              | 7  | 3  | 3  | 1  | 14 | 12 | +2 | 12     |
|                                           | 3.°  | Montevideo City Torque | 7  | 3  | 1  | 3  | 13 | 10 | +3 | 10     |
|                                           | 4.°  | Cerro Largo            | 7  | 2  | 4  | 1  | 8  | 5  | +3 | 10     |
|                                           | 5.°  | Rentistas              | 7  | 2  | 3  | 2  | 7  | 6  | +1 | 9      |
|                                           | 6.°  | Progreso               | 7  | 1  | 4  | 2  | 7  | 10 | −3 | 7      |
|                                           | 7.°  | Plaza Colonia          | 7  | 1  | 3  | 3  | 8  | 11 | −3 | 6      |
|                                           | 8.°  | Cerro                  | 7  | 1  | 2  | 4  | 5  | 13 | −8 | 5      |
| Última actualización: 13 de enero de 2021 |      |                        |    |    |    |    |    |    |    |        |

|  | Ganador del Grupo A y clasificado a la Final del Torneo Intermedio. |

### Grupo B
|                                               | Pos. | Equipos             | PJ | PG | PE | PP | GF | GC | DG | Puntos |
| --------------------------------------------- | ---- | ------------------- | -- | -- | -- | -- | -- | -- | -- | ------ |
|                                               | 1.°  | Nacional            | 7  | 5  | 0  | 2  | 11 | 6  | +5 | 15     |
|                                               | 2.°  | River Plate         | 7  | 4  | 1  | 2  | 14 | 8  | +6 | 13     |
|                                               | 3.°  | Peñarol             | 7  | 4  | 0  | 3  | 15 | 9  | +6 | 12     |
|                                               | 4.°  | Fénix               | 7  | 3  | 1  | 3  | 7  | 6  | +1 | 10     |
|                                               | 5.°  | Danubio             | 7  | 2  | 3  | 2  | 5  | 9  | −4 | 9      |
|                                               | 6.°  | Deportivo Maldonado | 7  | 2  | 2  | 3  | 10 | 15 | −5 | 8      |
|                                               | 7.°  | Defensor Sporting   | 7  | 1  | 3  | 3  | 5  | 10 | −5 | 6      |
|                                               | 8.°  | Boston River        | 7  | 1  | 2  | 4  | 6  | 10 | −4 | 5      |
| Última actualización: 19 de diciembre de 2020 |      |                     |    |    |    |    |    |    |    |        |

|  | Ganador del Grupo B y clasificado a la Final del Torneo Intermedio. |

## Fixture
| Fecha 1 | Fecha 1         | Fecha 1   | Fecha 1             | Fecha 1                | Fecha 1       | Fecha 1 | Fecha 1         | Fecha 1 |
| Serie   | Local           | Resultado | Visitante           | Estadio                | Fecha         | Hora    | Árbitro         |         |
| ------- | --------------- | --------- | ------------------- | ---------------------- | ------------- | ------- | --------------- | ------- |
| A       | Plaza Colonia   | 0:3       | Cerro Largo         | Parque Juan Prandi     | 17 de octubre | 15:00   | Pablo Giménez   |         |
| B       | Peñarol         | 1:2       | River Plate         | Campeón del Siglo      | 17 de octubre | 18:00   | Yimmy Álvarez   |         |
| B       | Boston River    | 5:1       | Deportivo Maldonado | Centenario             | 17 de octubre | 20:15   | Fernando Falce  |         |
| A       | Montevideo City | 1:2       | Progreso            | Charrúa                | 18 de octubre | 10:30   | José Burgos     |         |
| A       | Rentistas       | 1:2       | Liverpool           | Complejo Rentistas     | 18 de octubre | 12:45   | Diego Dunajec   |         |
| B       | Danubio         | 0:0       | Defensor Sporting   | Jardines del Hipódromo | 18 de octubre | 15:00   | Diego Riveiro   |         |
| B       | Nacional        | 1:0       | Fénix               | Gran Parque Central    | 18 de octubre | 18:00   | Nicolás Vignolo |         |
| A       | Cerro           | 1:0       | Wanderers           | Luis Tróccoli          | 18 de octubre | 20:15   | Santiago Motta  |         |

| Fecha 2 | Fecha 2             | Fecha 2   | Fecha 2         | Fecha 2                     | Fecha 2        | Fecha 2 | Fecha 2          | Fecha 2 |
| Serie   | Local               | Resultado | Visitante       | Estadio                     | Fecha          | Hora    | Árbitro          |         |
| ------- | ------------------- | --------- | --------------- | --------------------------- | -------------- | ------- | ---------------- | ------- |
| A       | Liverpool           | 3:2       | Cerro           | Belvedere                   | 23 de octubre  | 14:15   | Adrián Pereira   |         |
| B       | River Plate         | 4:0       | Danubio         | Parque Saroldi              | 23 de octubre  | 16:30   | Antonio García   |         |
| A       | Cerro Largo         | 2:1       | Montevideo City | Antonio Ubilla              | 23 de octubre  | 18:45   | Diego Riveiro    |         |
| A       | Progreso            | 0:0       | Plaza Colonia   | Abraham Paladino            | 24 de octubre  | 14:15   | Matías de Armas  |         |
| B       | Fénix               | 2:0       | Boston River    | Parque Capurro              | 24 de octubre  | 16:30   | Daniel Rodríguez |         |
| A       | Wanderers           | 2:2       | Rentistas       | Parque Alfredo Víctor Viera | 25 de octubre  | 18:45   | Nicolás Vignolo  |         |
| B       | Deportivo Maldonado | 1:2       | Nacional        | Domingo Burgueño Miguel     | 31 de octubre  | 19:00   | Javier Burgos    |         |
| B       | Defensor Sporting   | 2:1       | Peñarol         | Luis Franzini               | 1 de noviembre | 18:00   | Pablo Giménez    |         |

| Fecha 3 | Fecha 3         | Fecha 3   | Fecha 3             | Fecha 3                | Fecha 3        | Fecha 3 | Fecha 3            | Fecha 3 |
| Serie   | Local           | Resultado | Visitante           | Estadio                | Fecha          | Hora    | Árbitro            |         |
| ------- | --------------- | --------- | ------------------- | ---------------------- | -------------- | ------- | ------------------ | ------- |
| A       | Rentistas       | 0:0       | Cerro Largo         | Complejo Rentistas     | 6 de noviembre | 16:30   | Yimmy Álvarez      |         |
| A       | Cerro           | 2:2       | Progreso            | Luis Tróccoli          | 6 de noviembre | 18:45   | Oscar Rojas        |         |
| B       | Nacional        | 3:0       | Defensor Sporting   | Gran Parque Central    | 7 de noviembre | 18:00   | Jonathan Fuentes   |         |
| A       | Montevideo City | 1:2       | Wanderers           | Charrúa                | 7 de noviembre | 20:15   | Diego Dunajec      |         |
| B       | Danubio         | 1:0       | Fénix               | Jardines del Hipódromo | 8 de noviembre | 15:00   | Fernando Falce     |         |
| B       | Peñarol         | 4:1       | Deportivo Maldonado | Campeón del Siglo      | 8 de noviembre | 18:00   | Antonio García     |         |
| B       | Boston River    | 0:3       | River Plate         | Centenario             | 8 de noviembre | 20:15   | Diego Riveiro      |         |
| A       | Plaza Colonia   | 2:2       | Liverpool           | Parque Juan Prandi     | 9 de noviembre | 15:00   | Federico Modernell |         |

| Fecha 4 | Fecha 4             | Fecha 4   | Fecha 4           | Fecha 4                     | Fecha 4         | Fecha 4 | Fecha 4          | Fecha 4 |
| Serie   | Local               | Resultado | Visitante         | Estadio                     | Fecha           | Hora    | Árbitro          |         |
| ------- | ------------------- | --------- | ----------------- | --------------------------- | --------------- | ------- | ---------------- | ------- |
| A       | Progreso            | 0:0       | Rentistas         | Abraham Paladino            | 10 de noviembre | 15:00   | Jonathan Fuentes |         |
| A       | Wanderers           | 1:0       | Cerro Largo       | Parque Alfredo Víctor Viera | 10 de noviembre | 17:15   | Oscar Rojas      |         |
| B       | Danubio             | 0:0       | Boston River      | Jardines del Hipódromo      | 11 de noviembre | 13:30   | Yimmy Álvarez    |         |
| B       | Fénix               | 1:0       | Peñarol           | Parque Capurro              | 11 de noviembre | 16:30   | Diego Riveiro    |         |
| B       | Deportivo Maldonado | 3:1       | Defensor Sporting | Domingo Burgueño Miguel     | 11 de noviembre | 18:45   | Diego Dunajec    |         |
| A       | Plaza Colonia       | 3:0       | Cerro             | Parque Juan Prandi          | 12 de noviembre | 10:00   | Fernando Falce   |         |
| A       | Liverpool           | 2:2       | Montevideo City   | Belvedere                   | 12 de noviembre | 12:15   | Matías de Armas  |         |
| B       | River Plate         | 0:2       | Nacional          | Parque Saroldi              | 12 de noviembre | 14:45   | Daniel Rodríguez |         |

| Fecha 5 | Fecha 5             | Fecha 5   | Fecha 5       | Fecha 5                     | Fecha 5         | Fecha 5 | Fecha 5            | Fecha 5 |
| Serie   | Local               | Resultado | Visitante     | Estadio                     | Fecha           | Hora    | Árbitro            |         |
| ------- | ------------------- | --------- | ------------- | --------------------------- | --------------- | ------- | ------------------ | ------- |
| B       | Deportivo Maldonado | 2:1       | River Plate   | Domingo Burgueño Miguel     | 21 de noviembre | 17:00   | José Burgos        |         |
| B       | Nacional            | 0:2       | Danubio       | Gran Parque Central         | 21 de noviembre | 19:30   | Oscar Rojas        |         |
| B       | Defensor Sporting   | 0:1       | Fénix         | Luis Franzini               | 21 de noviembre | 21:45   | Yimmy Álvarez      |         |
| B       | Peñarol             | 2:0       | Boston River  | Campeón del Siglo           | 22 de noviembre | 19:30   | Nicolás Vignolo    |         |
| A       | Montevideo City     | 3:0       | Cerro         | Charrúa                     | 22 de noviembre | 21:45   | Christian Ferreyra |         |
| A       | Cerro Largo         | 1:1       | Liverpool     | Antonio Ubilla              | 23 de noviembre | 18:00   | Fernando Falce     |         |
| A       | Wanderers           | 3:0       | Progreso      | Parque Alfredo Víctor Viera | 23 de noviembre | 20:15   | Gustavo Tejera     |         |
| A       | Rentistas           | 1:0       | Plaza Colonia | Complejo Rentistas          | 26 de noviembre | 17:00   | Santiago Motta     |         |

| Fecha 6 | Fecha 6       | Fecha 6   | Fecha 6             | Fecha 6                | Fecha 6         | Fecha 6 | Fecha 6          | Fecha 6 |
| Serie   | Local         | Resultado | Visitante           | Estadio                | Fecha           | Hora    | Árbitro          |         |
| ------- | ------------- | --------- | ------------------- | ---------------------- | --------------- | ------- | ---------------- | ------- |
| B       | Fénix         | 1:1       | Deportivo Maldonado | Parque Capurro         | 28 de noviembre | 10:00   | Pablo Giménez    |         |
| A       | Progreso      | 2:2       | Cerro Largo         | Abraham Paladino       | 29 de noviembre | 10:00   | Diego Dunajec    |         |
| B       | River Plate   | 1:1       | Defensor Sporting   | Parque Saroldi         | 29 de noviembre | 17:00   | Gustavo Tejera   |         |
| B       | Boston River  | 0:1       | Nacional            | Centenario             | 29 de noviembre | 20:00   | José Burgos      |         |
| A       | Plaza Colonia | 1:3       | Montevideo City     | Parque Juan Prandi     | 30 de noviembre | 10:00   | Daniel Rodríguez |         |
| A       | Liverpool     | 2:3       | Wanderers           | Belvedere              | 30 de noviembre | 17:00   | Antonio García   |         |
| A       | Cerro         | 0:2       | Rentistas           | Luis Tróccoli          | 30 de noviembre | 19:15   | Diego Riveiro    |         |
| B       | Danubio       | 1:4       | Peñarol             | Jardines del Hipódromo | 19 de diciembre | 17:00   | Santiago Motta   |         |

| Fecha 7 | Fecha 7             | Fecha 7   | Fecha 7       | Fecha 7                     | Fecha 7         | Fecha 7 | Fecha 7            | Fecha 7 |
| Serie   | Local               | Resultado | Visitante     | Estadio                     | Fecha           | Hora    | Árbitro            |         |
| ------- | ------------------- | --------- | ------------- | --------------------------- | --------------- | ------- | ------------------ | ------- |
| A       | Progreso            | 1:2       | Liverpool     | Abraham Paladino            | 5 de diciembre  | 17:00   | Daniel Rodríguez   |         |
| A       | Cerro Largo         | 0:0       | Cerro         | Antonio Ubilla              | 5 de diciembre  | 19:15   | Matías de Armas    |         |
| A       | Wanderers           | 2:2       | Plaza Colonia | Parque Alfredo Víctor Viera | 5 de diciembre  | 21:30   | Federico Modernell |         |
| B       | River Plate         | 3:2       | Fénix         | Parque Saroldi              | 11 de diciembre | 17:00   | Diego Riveiro      |         |
| B       | Peñarol             | 3:2       | Nacional      | Campeón del Siglo           | 13 de diciembre | 17:30   | Pablo Giménez      |         |
| B       | Deportivo Maldonado | 1:1       | Danubio       | Domingo Burgueño Miguel     | 13 de diciembre | 20:00   | Jonathan Fuentes   |         |
| B       | Defensor Sporting   | 1:1       | Boston River  | Luis Franzini               | 13 de enero     | 18:00   | Claudia Umpiérrez  |         |
| A       | Montevideo City     | 2:1       | Rentistas     | Centenario                  | 13 de enero     | 20:15   | Daniel Fedorczuk   |         |

## Final
| 14 de enero de 2021 | Nacional                               | 0:0 (t. s.)(4:1 p.)        | Wanderers                 | Estadio Centenario, Montevideo                       |                                                      |
| 20:00 (UTC-3)       |                                        | Reporte                    |                           | Asistencia: 0 espectadores Árbitro(s): Yimmy Álvarez | Asistencia: 0 espectadores Árbitro(s): Yimmy Álvarez |
|                     |                                        | Tiros desde el punto penal |                           |                                                      |                                                      |
|                     | Bergessio · Corujo · Ocampo · Martínez |                            | González · Torres · Bueno |                                                      |                                                      |

### Ficha del partido
| 25         | Guardameta     | Guillermo Centurión |      |
| 26         | Defensa        | Armando Méndez      |      |
| 21         | Defensa        | Guzmán Corujo       |      |
| 3          | Defensa        | Renzo Orihuela      |      |
| 4          | Defensa        | Agustín Oliveros    |      |
| 32         | Centrocampista | Emiliano Martínez   |      |
| 19         | Centrocampista | Alfonso Trezza      | 70'  |
| 20         | Centrocampista | Felipe Carballo     | 98'  |
| 11         | Centrocampista | Ignacio Lores       | 70'  |
| 31         | Delantero      | Emiliano Villar     | 101' |
| 9          | Delantero      | Gonzalo Bergessio   |      |
| Entrenador | Entrenador     | Jorge Giordano      |      |

| 12         | Guardameta     | Ignacio De Arruabarrena |     |
| 27         | Defensa        | Paulo Lima              |     |
| 18         | Defensa        | Gerardo Alcoba          | 99' |
| 4          | Defensa        | Darwin Torres           |     |
| 5          | Centrocampista | César Araújo            |     |
| 17         | Centrocampista | Santiago Martínez       | 65' |
| 6          | Centrocampista | Lucas Couto             | 91' |
| 25         | Centrocampista | Nicolás Quagliata       | 71' |
| 7          | Centrocampista | Leonardo Pais           |     |
| 9          | Delantero      | Mauro Méndez            | 91' |
| 32         | Delantero      | Hernán Rivero           |     |
| Entrenador | Entrenador     | Daniel Carreño          |     |

| 7  | Delantero      | Brian Ocampo     | 70'  |
| 14 | Centrocampista | Joaquín Trasante | 70'  |
| 5  | Defensa        | Rafael García    | 98'  |
| 27 | Centrocampista | Santiago Ramírez | 101' |

| 23 | Centrocampista | Jonathan Barboza | 65' |
| 10 | Centrocampista | Ignacio González | 71' |
| 24 | Centrocampista | Diego Hernández  | 91' |
| 15 | Defensa        | Lucas Morales    | 91' |
| 2  | Defensa        | Gastón Bueno     | 99' |

| Gonzalo Bergessio | Acierto de penal | 1:0 |                  |                  |
|                   |                  | 1:0 | Fallo de penal   | Ignacio González |
| Guzmán Corujo     | Acierto de penal | 2:0 |                  |                  |
|                   |                  | 2:1 | Acierto de penal | Darwin Torres    |
| Brian Ocampo      | Acierto de penal | 3:1 |                  |                  |
|                   |                  | 3:1 | Fallo de penal   | Gastón Bueno     |
| Emiliano Martínez | Acierto de penal | 4:1 |                  |                  |

| Amonestado | 77' | Joaquín Trasante |
| Amonestado | 78' | Renzo Orihuela   |

| Amonestado | 39' | Santiago Martínez |

| 25         | Guardameta     | Guillermo Centurión |      |
| 26         | Defensa        | Armando Méndez      |      |
| 21         | Defensa        | Guzmán Corujo       |      |
| 3          | Defensa        | Renzo Orihuela      |      |
| 4          | Defensa        | Agustín Oliveros    |      |
| 32         | Centrocampista | Emiliano Martínez   |      |
| 19         | Centrocampista | Alfonso Trezza      | 70'  |
| 20         | Centrocampista | Felipe Carballo     | 98'  |
| 11         | Centrocampista | Ignacio Lores       | 70'  |
| 31         | Delantero      | Emiliano Villar     | 101' |
| 9          | Delantero      | Gonzalo Bergessio   |      |
| Entrenador | Entrenador     | Jorge Giordano      |      |

| 12         | Guardameta     | Ignacio De Arruabarrena |     |
| 27         | Defensa        | Paulo Lima              |     |
| 18         | Defensa        | Gerardo Alcoba          | 99' |
| 4          | Defensa        | Darwin Torres           |     |
| 5          | Centrocampista | César Araújo            |     |
| 17         | Centrocampista | Santiago Martínez       | 65' |
| 6          | Centrocampista | Lucas Couto             | 91' |
| 25         | Centrocampista | Nicolás Quagliata       | 71' |
| 7          | Centrocampista | Leonardo Pais           |     |
| 9          | Delantero      | Mauro Méndez            | 91' |
| 32         | Delantero      | Hernán Rivero           |     |
| Entrenador | Entrenador     | Daniel Carreño          |     |

| 7  | Delantero      | Brian Ocampo     | 70'  |
| 14 | Centrocampista | Joaquín Trasante | 70'  |
| 5  | Defensa        | Rafael García    | 98'  |
| 27 | Centrocampista | Santiago Ramírez | 101' |

| 23 | Centrocampista | Jonathan Barboza | 65' |
| 10 | Centrocampista | Ignacio González | 71' |
| 24 | Centrocampista | Diego Hernández  | 91' |
| 15 | Defensa        | Lucas Morales    | 91' |
| 2  | Defensa        | Gastón Bueno     | 99' |

| Gonzalo Bergessio | Acierto de penal | 1:0 |                  |                  |
|                   |                  | 1:0 | Fallo de penal   | Ignacio González |
| Guzmán Corujo     | Acierto de penal | 2:0 |                  |                  |
|                   |                  | 2:1 | Acierto de penal | Darwin Torres    |
| Brian Ocampo      | Acierto de penal | 3:1 |                  |                  |
|                   |                  | 3:1 | Fallo de penal   | Gastón Bueno     |
| Emiliano Martínez | Acierto de penal | 4:1 |                  |                  |

| Amonestado | 77' | Joaquín Trasante |
| Amonestado | 78' | Renzo Orihuela   |

| Amonestado | 39' | Santiago Martínez |

|                              |
|                              |
| Campeón Nacional 3.er título |

## Goleadores
| Jugador                                           | Club                   | Goles | Part. | GPP  |
| ------------------------------------------------- | ---------------------- | ----- | ----- | ---- |
| Juan Ignacio Ramírez                              | Liverpool              | 5     | 6     | 0,83 |
| Matías Arezo                                      | River Plate            | 5     | 6     | 0,83 |
| David Terans                                      | Peñarol                | 5     | 6     | 0,83 |
| Mauro Méndez                                      | Montevideo Wanderers   | 4     | 5     | 0,8  |
| José Neris                                        | River Plate            | 4     | 6     | 0,66 |
| Matías Britos                                     | Peñarol                | 4     | 7     | 0,57 |
| Gustavo del Prete                                 | Montevideo City Torque | 4     | 7     | 0,57 |
| Última actualización: 14 de enero de 2021 Fuente: |                        |       |       |      |